# Thomas Enevoldsen
Thomas Enevoldsen (Aalborg, 27 luglio 1987) è un ex calciatore danese, di ruolo centrocampista.

## Carriera
Esordisce nella Superligaen con l'Aalborg, per poi passare al Groningen nel 2009. 
Nel 2012 il giocatore danese si trasferisce al Mechelen in Belgio e due anni dopo (solo in prestito) torna all'Aalborg.
Il 23 ottobre 2014 segna un gol in Europa League con la maglia dell'Aalborg contro la Dinamo Kiev (gara che è finita 3-0 per i danesi in casa).
Il 27 novembre 2014 il giocatore danese si ripete in Europa League segnando il gol dell'1-0 (che sarà poi il risultato finale) contro la Steaua Bucarest.

## Palmarès

### Club

#### Competizioni nazionali
- Campionato danese: 1

Aalborg: 2007-2008
- USL Championship: 1

Orange County: 2021